# Об'єднання-3 (Дискавері)

## Про епізод
Об'єднання-3 (Unification III) — тридцять шостий епізод американського телевізійного серіалу «Зоряний шлях: Дискавері» та сьомий в третьому сезоні. Епізод був написаний Джоном Дудковскі, а режисував Кірстен Бейєр. Перший показ відбувся 26 листопада 2020 року. Українською мовою озвучено студією «ДніпроФільм».

## Зміст
Бернем розмірковує чи є вона ще причетною до «Дискавері» після року самотніх пригод. В розмові із Букером вона згадує свого названого брата. Тіллі ніби шпетить Бернем за самовільний вчинок й повідомляє отимані дані. Після вивчення кілька чорних ящиків, Бернем вважає, що вона може знайти джерело Спалу за даними проекту SB-19, можливої альтернативи космічних польотів без дилітію
- розробленого вулканцями і ромуланцями на Ні'варі (раніше планета Вулкан). Після зусиль Спока за кілька сторіч по його смерті вулканці й ромуланці об'єдналися. А 100 років тому Ні'вар вийшов зі складу Федерації.
Вулканці вважають, що SB-19 спричинив Спал, і Федерація змусила їх спричинити трагедію. Тому вони не хочуть передавати дані Федерації, яку вони залишили. Венс вважає, що Бернем може переконати їх у протилежному, оскільки її брат Спок розпочав процес об'єднання вулканців і ромуланців. Бернем вирушає на Ні'вар як сестра Спока. В дорозі вона передивляється файли давно померлого Спока — їх знайдено в архівах Жана-Люка Пікара. Сару просить Тіллі виконувати обов'язки першого помічника. По цьому корабель здійснює стрибок до Ні'вара.
З «Дискавері» спілкується президентка Т'Ріна — їй Майкл повідомляє про нові дані щодо Спалу — цьому повідомленню не вельми раді. Президентка не надає доступу до даних по SB-19. Тому Бернем наполягає на проведенні Т'Кал-ін-кет — філософського процесу для відкриття прихованої правди — і це прохання не може бути відхилене. Бернем має науково захистити свою гіпотезу. Адвокаткою Бернем стає прислушниця ордену Коват-мілат — прихильниця абсолютної щирості. Нею виявляється мати Майкл. Мати повідомляє дочці про склад вченої ради і до кого варто апелювати.
Президентка у особистій розмові з Сару починає сумніватися в доцільності продовження самоізоляції. На Т'Кал-ін-кет В'Кір не дає Майкл договорити — однак Бернем наполягає що її дані мажуть свідчити про непричетність народу Ні'вара до Спалу. Н'Рай бажає дізнатися — і між ромуланцями й вулканцями починається ненаукова суперечка. У трьох членів кворуму — три рішення; згоди не досягнуто. Тіллі радиться із Стамецом чи приймати пропозицію Сару. Габріель змушує Бернем протистояти власним намірам і почуттю розгубленості щодо своєї долі — вона нищівно вказує де Майкл не каже правду. І як вона порушувала накази — тепер відбувається суперечка між матір'ю і дочкою. Несподівано Майкл говорить про свої приховані страхи — це переконує ромуланців — але не логічних вулканців. Це призводить до того, що Майкл виходить із диспуту і відмовляється від свого прохання. При її виході з приміщення усі ромуланці й вулканці вшановують надану нею довіру вставанням.
На «Дискавері» мати відвідує доньку. Вона повідомляє — вражена вчинком Майкл президентка Т'Ріна передає Бернем дані щодо SB-19. Стамец влаштовує Тіллі зустріч з групою її фанатів — вони переконують прийняти посаду першого помічника капітана. Президентка і Сару домовляються продовжити спілкування й прощаються характерним жестом. У розмові з Букером Майкл приймає рішення — «Дискавері» й надалі її дім.
Я дарую вам свою довіру

## Сприйняття та відгуки
Станом на серпень 2021 року на сайті «IMDb» серія отримала 6.3 бала підтримки з можливих 10 при 2933 голосах користувачів.
Оглядач Скотт Колура для «IGN» писав так: «„Дискавері“ продовжує зв'язок між Бернем і Споком в цій серії, даючи нам продовження до двостороннього „Об'єднання“, а також зображує Леонарда Німоя як персонажа. І все це робиться протягом більшої сюжетної дінії Майкл, нарешті відповідаючи на питання про те, як вона вписується в Життя Зоряного флоту зараз — якщо взагалі вписується. На жаль, в епізоді багато діалогів і — хоча він пропонує кілька приємних сюрпризів — не збирається прояснювати так чітко, як можна було б сподіватися».
В огляді для «Den of Geek» Кейті Барт надала епізоду оцінку 5 з 5 і відзначала: «Хоча Майкл зараз потрібна була перемога, їй більш потрібніший процес повернення до місця, яке вона колись називала домом, і необхідність бути чесною із собою ще більше. Ні'Вар дав їй це. Приблизно в середині сезону Майкл знову знайшла, до чого вона належить. Вона почала цей епізод „між місцями“, і закінчила тим, щодізналася — ким вона є: частиною чогось більшого. Якщо ця перевірка прихильності і віри — то більше для Майкл, ромуланців і вулканців, для всіх планет — членів Федерації — закінчується тим, що ця частина „Дискавері“ буде добре витраченим часом. Зрештою, хіба не про це завжди йшлося в Зоряному шдяху?»
Оглядач Зак Гендлен для «The A.V. Club» зазначав так: «Я не знаю, можливо, саме це і приваблює людей у цьому серіалі. І бувають моменти, коли це виглядає приземлено. Розмова між Майкл та її матір'ю наприкінці епізоду досить хороша (хоча в ній є досить погана лінія), і мені подобається думка про те, що Вулканці та Ромуланці настільки засмучені один одним, що навіть посилаються на певні частини їх минулого достатньо, щоб їх хвилювала війна. Мати Майкл агресивно називала попередній вибір дочки несподіваним та дость агресивним. Однак, я не думаю, що кар'єрні біди Майкл настільки цікаві, як галактичний інцидент, який знищив Федерацію і заважав здатності цивілізації подорожувати між зірками.»
Скотт Сноуден в огляді для «Space.com» відзначив епізод 5 балами з 10 і зазначив так: "«Зоряний шлях» — це багато речей, і в минулому йому вдалося достойно це представити. Найкращі моменти можна знайти в «Deep Space Nine» та «Enterprise», але ідея про те, що він також уособлює ескапізм та пригоди між зірок, здається, втрачених, і я точно не хотів би дивитися «Зелену милю» після епізоду «Відкриття», тому що це виглядає як легша розвага. Два найкращих приклади захоплюючих — і часто надзвичайно емоційних науково-фантастичних драм — це «Вавилон-5» та «Зоряний крейсер „Галактика“», і я від усієї душі бажаю, щоб моя улюблена наукова фантастика була принаймні такою ж хорошою, як ці, тому що на даний момент це навіть не в одній лізі".

## Знімались
| Актор               | Роль                         |
| ------------------- | ---------------------------- |
| Сонеква Мартін-Грін | Майкл Бернем                 |
| Даг Джонс           | Сару                         |
| Ентоні Репп         | Пол Стамец                   |
| Мері Вайзман        | Сільвія Тіллі                |
| Девід Аджала        | Клівленд Букер               |
| Одед Фер            | адмірал Чарльз Венс          |
| Соня Сон            | Габріель Бернем              |
| Емілі Коутс         | Кейла Делмер                 |
| Патрік Квок-Чун     | Ріс                          |
| Ойїн Оладейо        | Джоан Овосекун               |
| Ронні Роу           | лейтенант Брюс               |
| Сара Мітіч          | лейтенантка Нільсон          |
| Джуліанна Гроссман  | голос комп'ютера "Дискавері" |
| Олівер Беккер       | Н'Рай                        |
| Стефані Белдінг     | Шира                         |
| Еммануель Кабонго   | В'Кір                        |
| Тара Рослінг        | президент Т'Ріна             |